# 高島市立湖西中学校
高島市立湖西中学校（たかしましりつ こせいちゅうがっこう）は、滋賀県高島市新旭町北畑にある公立中学校。清水安三が創立した桜美林中学校とは姉妹校である。

## 沿革
- 1947年4月 - 新儀村立新儀中学校、饗庭村立饗庭中学校が開校
- 1948年8月 - 新儀村・饗庭村学校組合立湖西中学校として認可される
- 1949年6月 - 湖西中学校の建設を着手
- 1949年12月 - 北校舎8教室竣工
- 1950年11月 - 南校舎8教室竣工
- 1952年9月 - 体育館竣工
- 1953年11月 - グラウンド竣工
- 1955年1月 - 合併に伴い新旭町立湖西中学校に改称。校歌を制定
- 1960年12月 - 本館竣工（この日を創立記念日とする）
- 1973年6月 - 町民プール竣工
- 1975年2月 - 北校舎を焼失
- 1976年2月 - 鉄筋3階校舎（第1期工事）竣工
- 1978年3月 - 鉄筋3階校舎（第2期工事）竣工
- 1978年10月 - 現体育館竣工
- 2005年1月 - 町村合併に伴い高島市立湖西中学校へ改称

## 交通アクセス
- JR 湖西線 新旭駅下車

## 周辺施設
- 高島市立新旭体育館
- 高島市役所

## 著名な卒業生
- 丸谷明夫（大阪府立淀川工科高等学校名誉教諭）
- 永田和宏（歌人、細胞生物学者）
- 藤田安一（鳥取大学名誉教授）
- 海東英和（政治家、初代高島市長、内閣府公益認定等委員会委員）
- 高井研（微生物地球学者）
- 桂紅雀（落語家、桂米朝一門）
- 上原結子（画家、イラストレーター）
- 瀧中瞭太（野球選手）
- 吉本ひかる（プロゴルファー）